# HTC Libra
HTC Libra，原廠型號HTC S720，是台灣宏達電公司所推出的智慧型手機，HTC Vox的CDMA網路版本，雙鍵盤設計，隱藏有側滑動式QWERTY全鍵盤，2007年6月於北美首度發表。客製版本HTC S720，Telus＆HTC S720，Qwest＆HTC 5800，Bell＆HTC 5800，UTStarcom PLS5800，UTStarcom＆Verizon SMT5800，Okta Boss。

## 技術規格
- 處理器：Qualcomm MSM7500 400MHz
- 作業系統：Windows Mobile 6 Standard
- 記憶體：ROM：128MB，RAM：64MB
- 尺寸：103.5 毫米 X 51 毫米 X 19.2 毫米
- 重量：133g（含電池）
- 功能按鍵：五向導航鍵、通話鍵、斷話鍵、左右功能鍵、主畫面鍵、照相鍵、音量鍵、通訊管理員鍵
- 螢幕：QVGA 解析度、2.4 吋 TFT-LCD 螢幕
- 網路：CDMA2000 1x RTT/CDMA2000 1x EV-DO
- Wi-Fi：IEEE 802.11 b/g
- 藍牙：Bluetooth 2.0
- 相機：200萬畫素相機，支援自動對焦功能
- 電池：1050mAh充電式鋰或鋰聚合物電池

## 外部連結
- HTC S720 概觀
- HTC S720 技術規格